# Sulfato de berílio
Sulfato de berílio (BeSO4) é um sólido branco cristalino. Foi isolado pela primeira vez em 1815 por Jons Jakob Berzelius.
O composto pode ser preparado pelo tratamento de uma solução aquosa de qualquer sal de berílio com ácido sulfúrico e posterior evaporação e cristalização. O sal hidratado se converte na forma anidra pelo aquecimento a 400 °C.
Uma mistura de sulfato de berílio e  rádio foi utilizada como fonte de nêutrons na descoberta da fissão nuclear.

### Perigo Químico
O sulfato de berílio decompõe-se acima de 550°C, produzindo fumos tóxicos de óxidos de enxofre e óxidos de berílio.  